# Vorhängeschloss

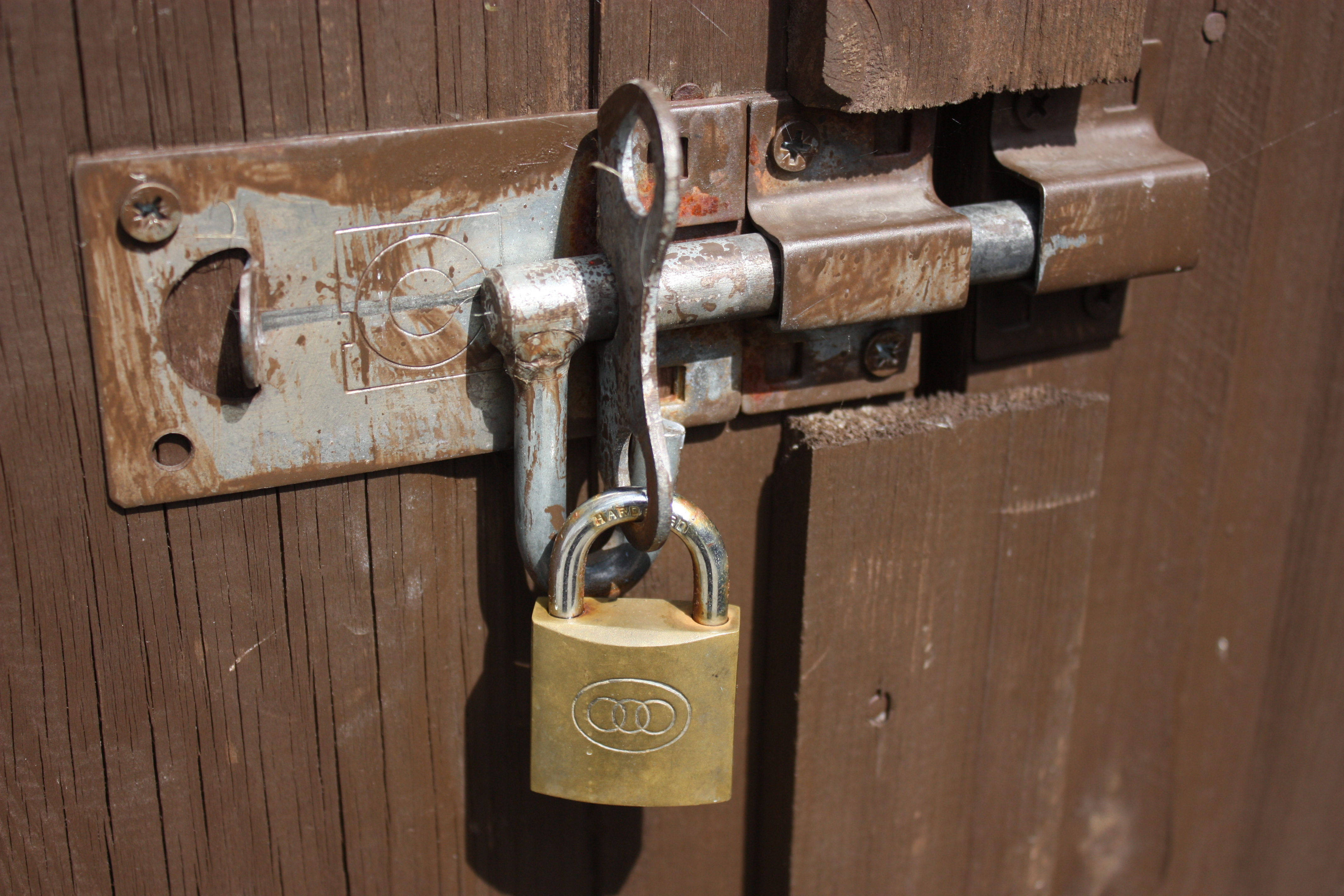
Vorhängeschloss an einer Holztür

Ein Vorhängeschloss (auch Vorhangschloss) ist ein Schloss zum Verschließen einfacher Verschlüsse. Vorhängeschlösser werden nicht eingebaut, sondern lediglich mit dem Bügel angehängt. Meistens werden sie in den U-Bügel einer Überwurffalle eingehängt, die die eigenen Befestigungsschraubenköpfe abdeckt.
Vorhängeschlösser findet man häufig an Kellertüren, Spinden, Werkzeugkisten, Gartenzäunen, Rollläden vor Geschäftseingängen, Truhen usw.
Beschriftete Vorhängeschlösser werden als Liebesschloss z. B. an Brückengeländern befestigt.
In das Vorhängeschloss ist meist ein kleiner Schließzylinder eingebaut, der den typisch gezackten Schlüssel erfordert. Es werden auch oft Vorhängeschlösser in gleichschließender Ausführung angefertigt oder in eine Schließanlage eingebunden. Alternativ gibt es auch Bauformen, die als Zahlenschloss ausgeführt sind.
Christopher Polhem entwickelte im 18. Jahrhundert einen Vorläufer heutiger Vorhängeschlösser.

## Sicherung gegen Aufbruch

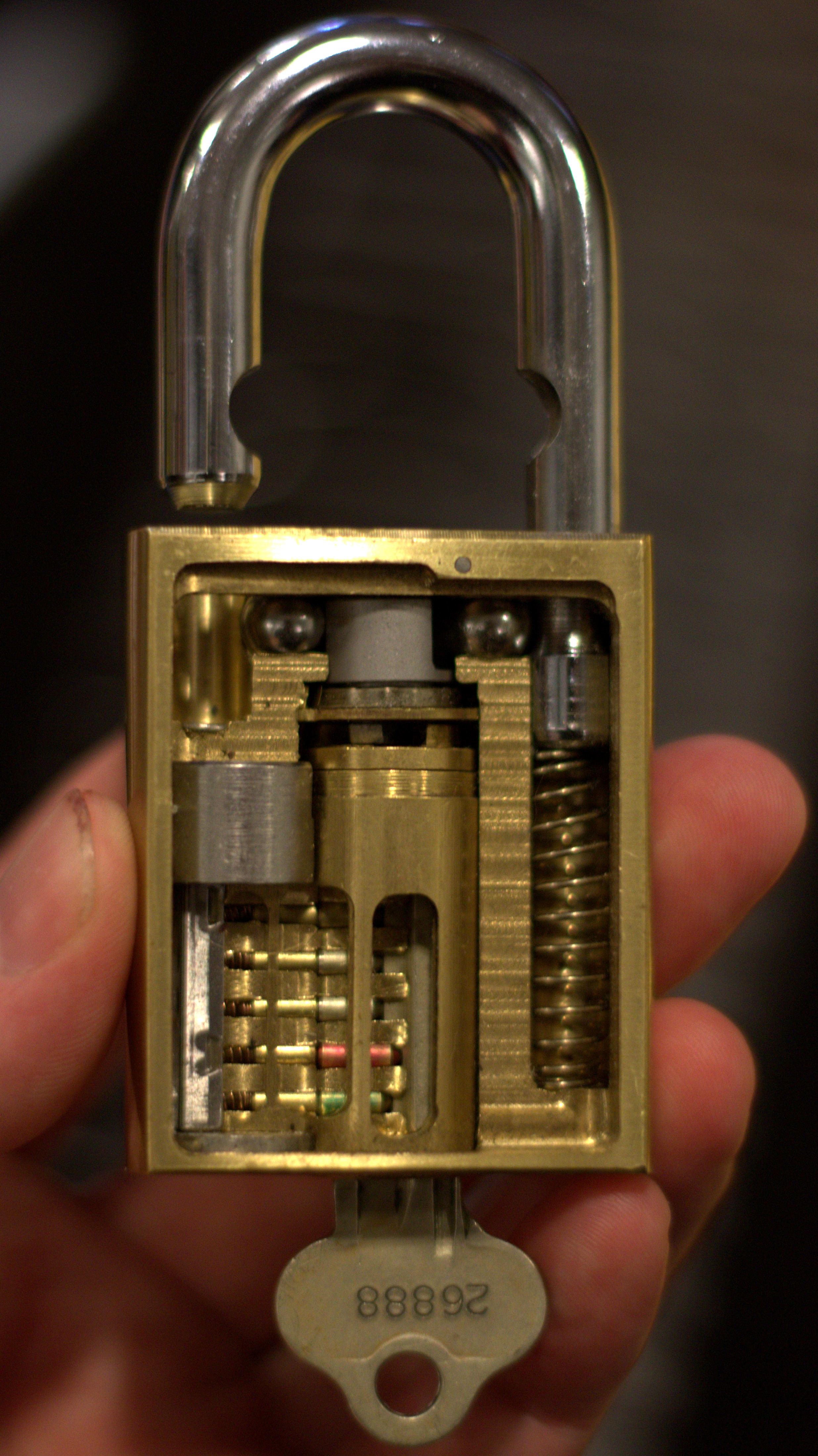
Aufgeschnittes Vorhängeschloss zeigt den inneren Aufbau

Vorhängeschlosser sind vor allem durch die zerstörende Öffnung betroffen. Die sicherheitsrelevanten Attribute von Vorhängeschlössern sind:
- Materialstärke des Bügels
- etwaige Härtung des Bügels und die Gestaltung des Gehäuses
- Grad der Zugänglichkeit für Angriffe mit Trennwerkzeugen

Je weniger von dem Bügel nach dem Schließen sichtbar ist und je dicker der Bügel, desto schwieriger ist das Ansetzen eines Bolzenschneiders. Je dicker der Bügel, desto mehr Krafteinsatz am Bolzenschneider ist erforderlich. Vorhängeschlösser können in kurzer Zeit mittels Winkelschleifer (Trennscheibe) oder bei schwer zugänglicher Lage mittels Brennschneider zerstört werden.
Da meist ein zerstörender Aufbruch erfolgt, sind die Schließzylinder vieler Vorhängeschlösser recht simpel aufgebaut. Geübte Personen können sie mit Lockpicking oder anderen zerstörungsfreien Methoden öffnen. Bei einem Vorhängeschloss mit Ziffernkombination besteht in vielen Fällen die Möglichkeit, durch eine mechanische Abtastung mit einer dünnen Metallfolie die korrekte Ziffernkombination zu ermitteln, ohne eine große Zahl von Ziffernkombinationen durchprobieren zu müssen.

### Bolzenschloss
Beim Bolzenschloss wird der Bolzen durch einen massiven Gehäuseteil überdeckt. Die Überdeckung ist oft dicker als die maximale Öffnungsweite handelsüblicher Bolzenschneider.

### Rundbügelschloss
Im Rundbügelschloss ist der Bügel/Bolzen als Segment eines Kreises geformt, der zum Schließen im runden Schloss-Gehäuse um ein Winkelstück verschoben – eigentlich gedreht – wird. Solche schwierig zu knackenden Schlösser werden etwa an Geschäftsrollläden verwendet. Durch Ausfüllen des Schlossmauls mit den ein oder zwei Schließteilen (Ring, Kettenglied, Bügel, gelochte dicke Blechlasche) wird das Aufzwängen des Schlosses erschwert. Der Begriff „Diskus“ ist für Schlösser eine geschützte Marke der ABUS August Bremicker Söhne KG (z. B. Deutsche Marke 1130808).

## Korrosionsschutz
Früher war es üblich, außen angebrachte Vorhängeschlösser (zum Beispiel an Schuppentüren) durch Überlappung mit einem etwa 15 cm × 15 cm großen Stück Gummi aus einem Autoreifen-Schlauch vor Korrosion durch Regen und Vereisung zu schützen. Heute gibt es Schlösser, die in das zu schützende Objekt (zum Beispiel im Freien stehende Schaltkästen) eingebaut und mit Klappen vor Bewitterung geschützt sind.
Vorhängeschlösser, die vollständig aus rostfreiem Stahl bestehen, sind aufgrund des hohen Fertigungsaufwands teuer, aber auch sehr korrosionssicher. Ihre Lebensdauer lässt sich mit ein wenig dünnflüssigem Öl erhöhen. Am „Schlüsselloch“ kann es einen Schutzdeckel gegen Spritzwasser geben.

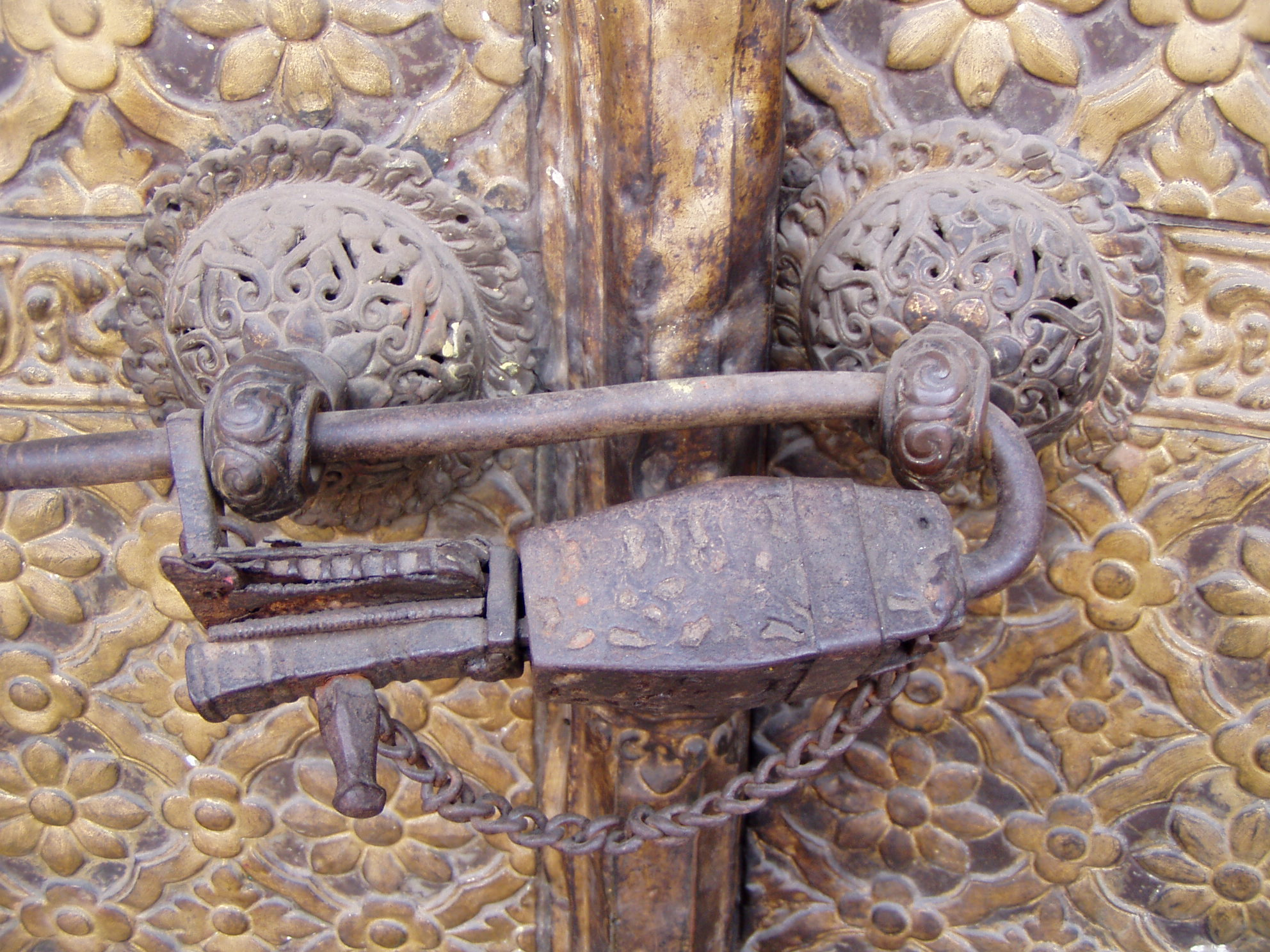
Historisches, durch Kunstschmiede kunstvoll verziertes Vorhängeschloss aus Eisen; in einem Tempel in Kathmandu (Nepal)
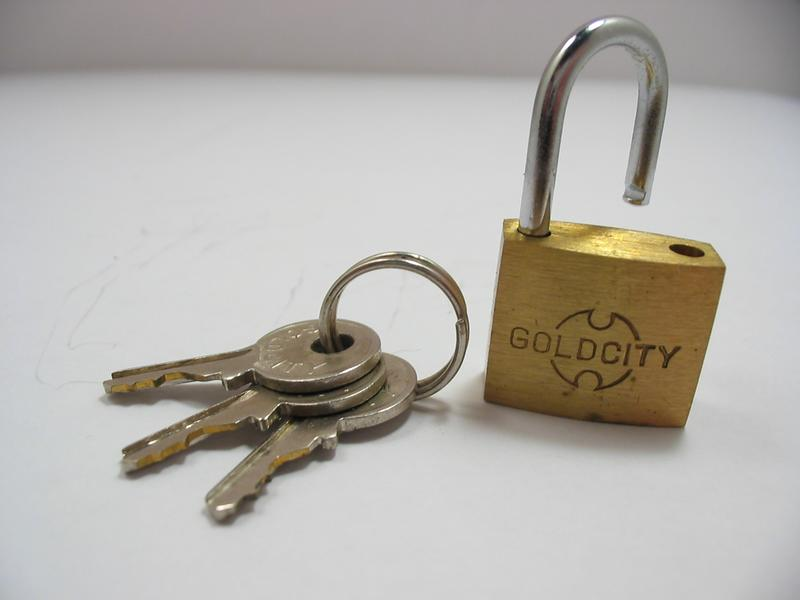
Vorhängeschloss mit Schlüsseln
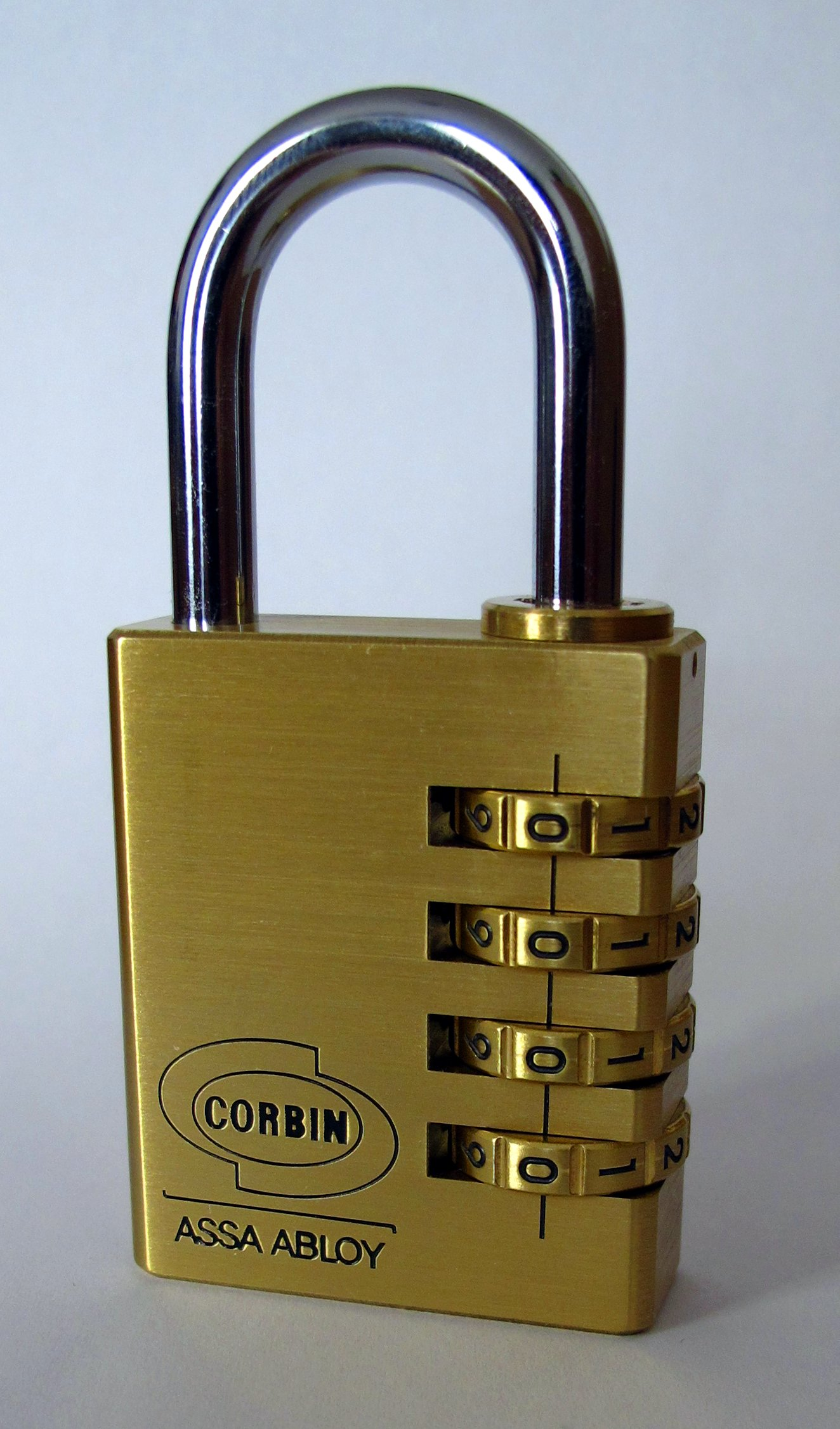
Schloss mit vierstelliger Ziffernkombination
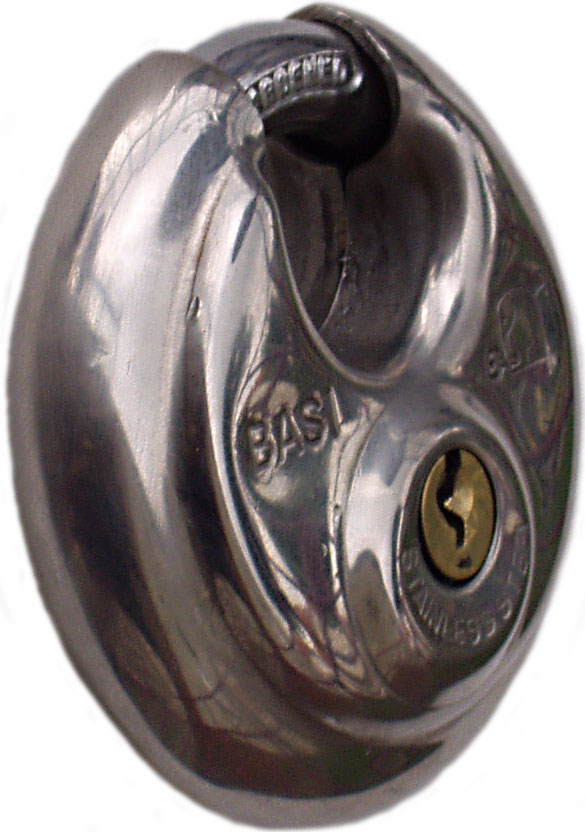
Rundbügel-schloss